# Cal Sant (Sant Llorenç de Morunys)
|  | Aquest article tracta sobre la masia de Sant Llorenç de Morunys. Vegeu-ne altres significats a «Cal Sant». |

Cal Sant és una casa que forma part de l'Inventari del Patrimoni Arquitectònic Català de Sant Llorenç de Morunys (Solsonès).

## Descripció

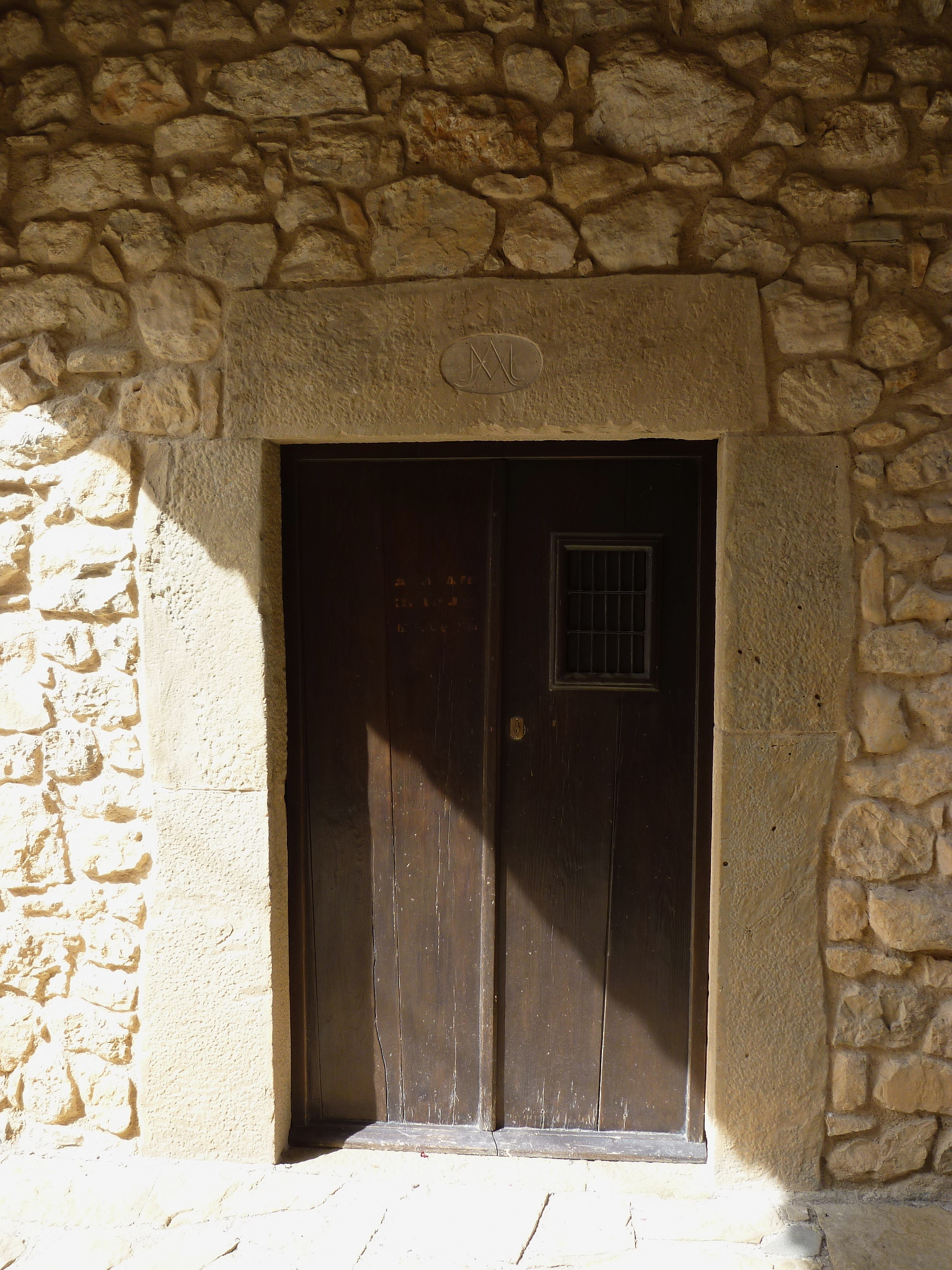
Porta de la capella

Antiga masia formada per dos cossos de planta rectangular, coberts a doble vessant i amb el carener paral·lel a la façana, orientada a ponent, amb finestrals d'arc de mig punt al cantó de migdia i a l'últim pis (les golfes o perxe). La masia té una àmplia era, tancada per un portal. Tot el conjunt ha sigut restaurat recentment. Té una capella adossada a la masia. L'entrada, amb una porta de llinda de pedra massissa, és sostinguda per dos pilars i s'obre sota un arc de pedra rebaixat, cobert amb una teulada a doble vessant i sostingut per un pilar. Construïda al segle xviii.
La capella està sota l'advocació de la Mare de Déu de la Mercè.

### Notícies històriques
Cal Sant era al segle xv (1483), una de les moltes torres de guaita o masies fortificades separades de la vila i que flanquejaven els camins que des de La Seu, Berga o Solsona, arribaven a Sant Llorenç. Coneguda originàriament com La Torre de Colomers, fou capbrevada al segle xvii per Joan Llobet, pagès (com a torre i corral) i al segle xviii per Josep Llobet com a torre i corral. Durant aquest segle xviii, l'antiga Torre de Colomers quedà ja afegida a la muralla i perdé totalment el seu aspecte de fortalesa militar.